# 张知彬
张知彬（1964年6月—），河南太康人，中国科学院动物研究所研究员，挪威科学院外籍院士，欧洲科学院外籍院士。1984年毕业于兰州大学生物系，获学士学位。1989年毕业于中国科学院动物研究所，获博士学位。